# Mallory Pugh
Mallory Diane "Mal" Pugh (født 29. april 1998) er en amerikansk fodboldspiller, der spiller for Washington Spirit i National Women's Soccer League og for USA.
I 2015 modtog hun to priser: U.S. Soccer Young Female Player of the Year og Gatorade National Girls Soccer Player of the Year. I januar 2016 blev hun den yngste kvindelige spiller, der blev udtaget og spillede for USA's kvindelandshold under en olympisk kvalifikationsturnering.